# Gyökvonás

A négyzetgyök függvény

Duplán logaritmikus ábrázolásban a gyökök egyenesek lesznek

A gyökvonás egy matematikai művelet, a hatványozás egyik megfordított (inverz) művelete (a másik a logaritmus). Egy szám n-edik gyöke ({\displaystyle n\in \mathbb {N} ;\;n\geq 2}) az a szám, melynek n-edik hatványa az eredeti szám (ilyen szám nem mindig létezik). Matematikailag:
Az {\displaystyle n=2} esetben négyzetgyökről, az {\displaystyle n=3} esetben köbgyökről beszélünk.

## Jelölés
A gyökvonást már az ókorban ismerték, így jutottak el az irracionális számokhoz.
A gyökjel ({\displaystyle {\sqrt {\,\,}}}) eredete elég bizonytalan, de a legtöbben, beleértve Leonhard Eulert is, úgy gondolják, hogy a latin "radix" (gyökér) szó kezdőbetűjének, az r-nek az elnyújtásából származik. A középkorban még az r betű volt a gyök jele. Ez a jel először nyomtatásban a felső vízszintes vonal nélkül jelent meg 1525-ben, Christoph Rudolff német matematikus által írt "Die Coss"-ban. A jel mai formája a 16. században rögzült.
Probléma adódik ennek a különleges karakternek az elektronikus ábrázolásával, mert nincs rajta közvetlenül a billentyűzeten (kivétel Mac OS rendszerben: [alt]-v). A gyökjel ábrázolásához speciális szoftverek (például LaTeX) adnak segítséget, Unicode szabványt használva például HTML-ben a gyökjel a „&radic;“ – √ – (azaz a: „&#8730;“) kóddal jeleníthető meg.

## Írásmód és elnevezés
Igazolható, hogy nemnegatív a számra az
{\displaystyle a=x^{n}\,}
egyenletnek pontosan egy nemnegatív megoldása van.
Ezt a megoldását a következőképp jelöljük:
{\displaystyle x={\sqrt[{n\,}]{a}}}
és úgy olvassuk ki:
„a n-edik gyöke x”.
Ahol {\displaystyle {\sqrt {\;\;}}} gyökjel, {\displaystyle n} (gyök)kitevő, és {\displaystyle a} radikandus.
Páratlan kitevő esetén az n-edik gyökvonás kiterjeszthető negatív számokra is. Pl. -8 harmadik (v. köb-) gyöke, azaz az a szám, melynek harmadik hatványa -8, egyértelműen létezik, mégpedig -2. Páros kitevő esetében viszont a gyökvonás nem végezhető el negatív számokra, mert nincs valós megoldás, hiszen minden valós szám négyzete, így páros hatványa is nemnegatív. Ez az egyik motivációja a komplex számok bevezetésének.
Definiálható az {\displaystyle n=1} eset is, ahol is {\displaystyle {\sqrt[{1\,}]{a}}=a}.
Minden nullától különböző a komplex számra igaz, hogy létezik n darab különböző b szám, amelyre teljesül, hogy bn = a ,így a {\displaystyle {\sqrt[{n}]{a}}} nem használható egyértelműen.

## Négyzetgyök és köbgyök
Ha a gyökkitevő 2, akkor négyzetgyökvonásról, vagy egyszerűen gyökvonásról beszélünk, és a gyökkitevőt ilyenkor nem kell kiírni:
{\displaystyle {\sqrt {a}}={\sqrt[{2}]{a}}}
| a   | {\displaystyle {\sqrt {a}}} | a   | {\displaystyle {\sqrt {a}}} |
| 4   | 2                           | 121 | 11                          |
| 9   | 3                           | 144 | 12                          |
| 16  | 4                           | 169 | 13                          |
| 25  | 5                           | 196 | 14                          |
| 36  | 6                           | 225 | 15                          |
| 49  | 7                           | 256 | 16                          |
| 64  | 8                           | 289 | 17                          |
| 81  | 9                           | 324 | 18                          |
| 100 | 10                          | 361 | 19                          |

A harmadik gyököt köbgyöknek is nevezik. Például:
{\displaystyle {\sqrt[{3}]{8}}=2}
Szóban: nyolc harmadik gyöke kettő; illetve: nyolc köbgyöke kettő.

## Páros kitevőjű gyökvonás egyértelműsége
Habár páros gyökkitevő esetén két szám is eleget tesz annak a feltételnek, hogy a kitevőre emelve a radikandust kapjuk, a {\displaystyle {\sqrt[{}]{}}} gyökjel a nemnegatív megoldást adja vissza. Például az {\displaystyle x^{2}=4} egyenletnek két megoldása van: {\displaystyle x=+2}  és  {\displaystyle x=-2}. Azonban a {\displaystyle {\sqrt[{2}]{4}}} kifejeztés az a +2 értéket, és nem a −2 értéket jelöli. Általában, ha a kitevő páros, akkor
{\displaystyle {\sqrt[{2n}]{x^{2n}}}=|x|\,.}

## Negatív számok gyökei
A negatív számok gyökeinek kezelése nem egységes. Például 
{\displaystyle (-3)^{3}=-27\,,}
és a {\displaystyle -3} az egyetlen valós szám, melynek harmadik hatványa {\displaystyle -27}. Általában, a negatív számok páratlan kitevős hatványa szintén negatív.
- A negatív számok gyökeit nem értelmezik. Például {\displaystyle {\sqrt[{3}]{-27}}} sincs definiálva. Az {\displaystyle x^{3}=-27} megoldása {\displaystyle x=-{\sqrt[{3}]{27}}}.
- A negatív számok páratlan kitevős gyökeit értelmezik. Az {\displaystyle 2n+1} páratlan számokra

{\displaystyle {\sqrt[{2n+1}]{-a}}=-{\sqrt[{2n+1}]{a}}}.
Ez a gyökvonás azonban nem teljesíti azokat a szabályszerűségeket, melyek pozitív radikandusok esetén használhatók. Például
{\displaystyle -2={\sqrt[{3}]{-8}}\neq {\sqrt[{6}]{(-8)^{2}}}={\sqrt[{6}]{64}}=+2.}
Nem teljesül az
{\displaystyle {\sqrt[{k}]{a}}=a^{\frac {1}{k}}=\exp \left({\tfrac {1}{k}}\ln(a)\right)}
egyenlőség sem, hiszen a negatív számoknak nincs logaritmusuk.
Mivel a valós számok páros hatványa sosem negatív, azért a negatív számok páros kitevőjű gyöke nem lehet valós. Például, mivel nincs olyan {\displaystyle x} valós szám, hogy {\displaystyle x^{2}=-1}, azért az {\displaystyle x={\sqrt[{2}]{-1}}} egyenletet sem lehet megoldani a valós számokon. Ez vezetett el a komplex számokhoz; habár a komplex gyökvonás többértékű.

## Egész számok gyökei
Hogyha {\displaystyle n} nemnegatív egész, és {\displaystyle k} pozitív egész, akkor {\displaystyle {\sqrt[{k}]{n}}} egész vagy irracionális. Ez a prímtényezős felbontás egyértelműsége alapján bizonyítható.
Ha {\displaystyle n\leqq 1}, akkor {\displaystyle {\sqrt[{k}]{n}}=n} egész. Készíthető egy egyértelmű {\displaystyle n=p_{1}^{e_{1}}\dotsm p_{r}^{e_{r}}} prímtényezős felbontás, hogy {\displaystyle p_{1},\dotsc ,p_{r}} különböző prímek, és {\displaystyle e_{1},\dotsc ,e_{r}} pozitív kitevők. Ha minden {\displaystyle e_{j}} minden {\displaystyle 1\leqq j\leqq r} esetén osztható {\displaystyle k}-val, akkor {\displaystyle {\sqrt[{k}]{n}}=p_{1}^{e_{1}/k}\dotsm p_{r}^{e_{r}/k}} egész.
Még azt kell belátni, hogy ha van {\displaystyle j}, hogy {\displaystyle 1\leqq j\leqq r}, és {\displaystyle e_{j}} nem osztható a {\displaystyle k} kitevővel, akkor {\displaystyle {\sqrt[{k}]{n}}} irracionális. A bizonyítás menete hasonló, mint a négyzetgyök kettő irracionálisságának bizonyítása, ami lényegében az {\displaystyle n=k=2} speciális eset.
Tegyük fel indirekt, hogy {\displaystyle {\sqrt[{k}]{n}}} racionális! Akkor ezt felírhatjuk két relatív prímek egész szám, {\displaystyle a} és {\displaystyle b} hányadosaként:
{\displaystyle {\sqrt[{k}]{n}}={\frac {a}{b}}}.
Hatványozással
{\displaystyle n={\frac {a^{k}}{b^{k}}}}
innen
{\displaystyle nb^{k}=a^{k}}.
A {\displaystyle p_{j}} prímtényező {\displaystyle k}-szor annyiszor fordul elő, mint {\displaystyle a}-ban, illetve {\displaystyle b}-ben. Ez egy {\displaystyle k}-val osztható szám, ami nulla is lehet. Az indirekt feltevés szerint {\displaystyle n}-ben {\displaystyle e_{j}} kitevője nem osztható {\displaystyle k}-val. Így az egyenlet bal oldalán a {\displaystyle p_{j}} prímtényező kitevője nem osztható {\displaystyle k}-val; de a jobb oldalán igen. Ez ellentmond az egyértelmű prímtényezős felbontásnak. Tehát {\displaystyle {\sqrt[{k}]{n}}} irracionális.

## Kapcsolat a hatványozással
A gyököt a gyökkitevőre emelve visszakapjuk a radikandust, ha {\displaystyle a\geq 0}, és {\displaystyle n\geq 1} természetes szám:
{\displaystyle \left({\sqrt[{n}]{a}}\right)^{n}=a}

A hatványozás szabályai alapján:
{\displaystyle \left(a^{\frac {1}{n}}\right)^{n}=a^{\frac {n}{n}}=a^{1}=a}
Emiatt az n kitevőjű gyökvonás értelmezhető 1/n-edik hatványként:
{\displaystyle {\sqrt[{n}]{a}}=a^{\frac {1}{n}}}

## Alapműveletek
A gyökvonás műveletének elvégzésében segíthetnek a következő azonosságok:
{\displaystyle {\sqrt[{n}]{ab}}={\sqrt[{n}]{a}}{\sqrt[{n}]{b}}\qquad a\geq 0,b\geq 0,n\in \mathbb {N} }
{\displaystyle {\sqrt[{n}]{\frac {a}{b}}}={\frac {\sqrt[{n}]{a}}{\sqrt[{n}]{b}}}\qquad a\geq 0,b>0,n\in \mathbb {N} }
{\displaystyle {\sqrt[{n}]{a^{m}}}=\left({\sqrt[{n}]{a}}\right)^{m}=\left(a^{\frac {1}{n}}\right)^{m}=a^{\frac {m}{n}},}
ahol a és b pozitív, {\displaystyle n,m\in \mathbb {N} }
{\displaystyle {\sqrt[{m}]{\sqrt[{n}]{a}}}={\sqrt[{m\cdot n}]{a}}\qquad a\geq 0,b\geq 0,n,m\in \mathbb {N} }
Ha a számot gyökös kifejezésből exponenciális kifejezéssé írjuk át, akkor a szabályok változatlanok maradnak (még törtkitevő esetén is), nevezetesen:
{\displaystyle a^{m}a^{n}=a^{m+n}\,}
{\displaystyle \left({\frac {a}{b}}\right)^{m}={\frac {a^{m}}{b^{m}}}}
{\displaystyle (a^{m})^{n}=a^{mn}\,}
Például:
{\displaystyle {\sqrt[{3}]{a^{5}}}{\sqrt[{5}]{a^{4}}}=a^{\frac {5}{3}}a^{\frac {4}{5}}=a^{\frac {25+12}{15}}=a^{\frac {37}{15}}}
{\displaystyle {\frac {\sqrt {a}}{\sqrt[{4}]{a}}}=a^{\frac {1}{2}}a^{\frac {-1}{4}}=a^{\frac {4-2}{8}}=a^{\frac {2}{8}}=a^{\frac {1}{4}}}
Ha összeadást, vagy kivonást akarunk végezni, akkor érdemes megjegyezni a következő szabályt:
{\displaystyle {\sqrt[{3}]{a^{5}}}={\sqrt[{3}]{aaaaa}}={\sqrt[{3}]{a^{3}a^{2}}}=a{\sqrt[{3}]{a^{2}}}}
Ha megértettük, hogyan egyszerűsítsünk gyökös kifejezéseket, akkor sokkal egyszerűbb elvégezni a kivonást és összeadást a kiemelés segítségével.
Például:
{\displaystyle {\sqrt[{3}]{a^{5}}}+{\sqrt[{3}]{a^{8}}}}
{\displaystyle ={\sqrt[{3}]{a^{3}a^{2}}}+{\sqrt[{3}]{a^{6}a^{2}}}}
{\displaystyle =a{\sqrt[{3}]{a^{2}}}+a^{2}{\sqrt[{3}]{a^{2}}}}
{\displaystyle =({a+a^{2}}){\sqrt[{3}]{a^{2}}}}
Törtkitevős hatványok:
{\displaystyle a^{\frac {k}{n}}={\sqrt[{n}]{a^{k}}}=\left({\sqrt[{n}]{a}}\right)^{k}\qquad a\geq 0,b\geq 0,n,k\in \mathbb {N} }
Negatív hatványok:
{\displaystyle a^{-{\frac {k}{n}}}={\frac {1}{a^{\frac {k}{n}}}}\qquad a\geq 0,b\geq 0,n,k\in \mathbb {N} }
Közös radikandus:
{\displaystyle {\sqrt[{m}]{a}}\cdot {\sqrt[{n}]{a}}=a^{{\frac {1}{m}}+{\frac {1}{n}}}={\sqrt[{mn}]{a^{m+n}}}\qquad a\geq 0,b\geq 0,n,m\in \mathbb {N} }
Ezek a szabályok csak páratlan kitevőkre terjeszthetők ki negatív számokra, és komplex számokon csak halmazegyenlőségről lehet szó.

## Műveletek irracionális számokkal
Sokszor egyszerűbb az n-edik gyököt "megoldatlanul" hagyni (a gyökjel alatt). Ebben az alakban hagyva olyan átalakításokat végezhetünk rajta, amellyel egyszerűbb alakra tudjuk hozni a gyökös kifejezést.
{\displaystyle {\sqrt[{3}]{a}}} kifejezés megegyezik a {\displaystyle a^{\frac {1}{3}}} kifejezéssel, ha a gyökös kifejezést hatványként szeretnénk felírni.
Minden gyökös kifejezést fel lehet írni hatványkitevős alakban is.
Az alapvető műveletek elvégzéséhez szükséges szabályokat azonosságoknak nevezzünk.
Néhány alapvető azonosság:
- {\displaystyle {\sqrt {a^{2}b}}=a{\sqrt {b}}}
  - Ez kombinálható a fentebb említett hatványkitevős alakkal: {\displaystyle {\sqrt[{6}]{a^{6}b^{4}}}={\sqrt[{3\cdot 2}]{a^{2}a^{2}a^{2}b^{2}b^{2}}}={\sqrt[{3}]{a^{3}b^{2}}}=a{\sqrt[{3}]{b^{2}}}}
- {\displaystyle {\sqrt[{n}]{a^{m}b}}=a^{\frac {m}{n}}{\sqrt[{n}]{b}}}
- {\displaystyle {\sqrt {a}}{\sqrt {b}}={\sqrt {ab}}}
- {\displaystyle {\frac {\sqrt {a}}{\sqrt {b}}}={\sqrt {\frac {a}{b}}}}
- {\displaystyle {\frac {a}{\sqrt {b}}}=\left({\frac {a}{\sqrt {b}}}\right)\left({\frac {\sqrt {b}}{\sqrt {b}}}\right)={\frac {{a}{\sqrt {b}}}{b}}}
- {\displaystyle ({\sqrt {a}}+{\sqrt {b}})^{-1}={\frac {1}{{\sqrt {a}}+{\sqrt {b}}}}={\frac {{\sqrt {a}}-{\sqrt {b}}}{({\sqrt {a}}+{\sqrt {b}})({\sqrt {a}}-{\sqrt {b}})}}={\frac {{\sqrt {a}}-{\sqrt {b}}}{a-b}}.}

Az utolsó azonosságban bővítés segítségével a nevezőből el tudjuk tüntetni az irracionális kifejezéseket, az alábbi azonosságot felhasználva:
{\displaystyle ({\sqrt {a}}+{\sqrt {b}})({\sqrt {a}}-{\sqrt {b}})=a-b}
(két szám összegének és különbségének szorzata).

## Végtelen sorok
A gyök előállítható végtelen sorként is:
{\displaystyle (1+x)^{s/t}=\sum _{n=0}^{\infty }{\frac {\displaystyle \prod _{k=0}^{n}(s+t-kt)}{(s+t)n!t^{n}}}x^{n}}
ahol {\displaystyle \ |x|<1}.

## Határértékek
Teljesülnek a következő határértékek:
- {\displaystyle \lim _{n\rightarrow \infty }{\sqrt[{n}]{a}}=1} ha {\displaystyle a>0}
- {\displaystyle \lim _{n\rightarrow \infty }{\sqrt[{n}]{n}}=1}

Következnek az {\displaystyle n<\left(1+{\sqrt[{2}]{\tfrac {2}{n}}}\right)^{n}} egyenlőtlenségből, ami a binomiális tétel következménye.
- {\displaystyle \lim _{n\to \infty }{\sqrt[{n}]{n^{k}}}=1}, ahol {\displaystyle k} rögzített természetes szám
- * {\displaystyle \lim _{n\rightarrow \infty }{\frac {\ln(n)}{n}}=0}, ami {\displaystyle {\sqrt[{n}]{n}}} exponenciális ábrázolásából következik.

## Gyökfüggvények
Az
{\displaystyle f\colon \mathbb {R} _{0}^{+}\to \mathbb {R} _{0}^{+},x\mapsto {\sqrt[{n}]{x}}} alakú függvények gyökfüggvények. A hatványfüggvények speciális esete.

## Összes gyök megkeresése
A gyökök meghatározhatók írásbeli gyökvonással. Ez hasonlít az írásbeli osztásra, és a binomiális képleteken alapul. Ma már kevés gyakorlati jelentősége van.
A hatványozáshoz hasonlóan visszavezethető az exponenciális és a logaritmusfüggvényre:
{\displaystyle {\sqrt[{n}]{x}}=x^{1/n}=\exp \left({\frac {\ln(x)}{n}}\right)}
Bármely szám összes gyöke, legyen az a szám természetes vagy komplex, egyszerűen megadható egy algoritmus segítségével. A számot átírva az aeiφ alakba (lásd: Euler-formula), az összes n-edik gyök megkapható a következőből:
{\displaystyle e^{({\frac {\phi +2\pi k}{n}})i}\times {\sqrt[{n}]{a}}}
ahol {\displaystyle k=0,1,2,\ldots ,n-1}, és {\displaystyle {\sqrt[{n}]{a}}} jelenti a n-edik gyökét.
Numerikus számításokkal is megkaphatóak a gyökök közelítő értékei. Ide tartozik például az intervallumfelezés.
A Newton-módszerrel az {\displaystyle y\mapsto y^{n}-x,\quad n\geq 1} függvény gyökeit kereshetjük:
- Válasszunk egy {\displaystyle y>0} kiindulási értéket
- Az iterációhoz ezt a képletet használhatjuk:

{\displaystyle y\mapsto {\frac {(n-1)y^{n}+x}{n\cdot y^{n-1}}}}
Az eljárás alkalmas komplex gyökök megtalálására, ám ekkor a kezdőértéknek nem valós komplex számnak kell lennie.
Az {\displaystyle n=2} speciális esetben a Héron-módszer adódik.
Például: az {\displaystyle {\sqrt[{3}]{2}}} gyököt szeretnénk közelíteni. Ekkor az eljárásban {\displaystyle x=2} és {\displaystyle n=3}, a közelítéshez használt képlet {\displaystyle y\mapsto {\frac {2\,y^{3}+2}{3\,y^{2}}}}.
Ha a kiindulási érték {\displaystyle y=2}, akkor:
| Kezdőérték: | 2,000000000000 |
| 1. lépés:   | 1,500000000000 |
| 2. lépés:   | 1,296296296296 |
| 3. lépés:   | 1,260932224741 |
| 4. lépés:   | 1,259921860565 |
| 5. lépés:   | 1,259921049895 |
| 6. lépés:   | 1,259921049894 |

A számolóművészek módszere becslésen, a nagyságrendek ismeretén és az elemi számelméleten alapul. Ehhez szükséges, hogy tudjuk, teljes hatványról van szó. Például köbgyök számításához ismerni kell a köbszámok nagyságrendjeit és az utolsó számjegyet:
| 1     | 1  |
| 8     | 2  |
| 27    | 3  |
| 64    | 4  |
| 125   | 5  |
| 216   | 6  |
| 343   | 7  |
| 512   | 8  |
| 729   | 9  |
| 1.000 | 10 |

| 1 000   | 10  |
| 8 000   | 20  |
| 27 000  | 30  |
| 64 000  | 40  |
| 125 000 | 50  |
| 216 000 | 60  |
| 343 000 | 70  |
| 512 000 | 80  |
| 729 000 | 90  |
| 1 000   | 100 |

Például 103 823 köbgyöke: A radikandus 64 000 és 125 000 közé esik, így a köbgyök tízeseinek száma 4. A radikandus utolsó számjegye 3, így a köbgyök utolsó jegye 7. Tehát a köbgyök 47.
A 12 167 köbgyöke: A radikandus 8000 és 27 000 közé esik, így a gyök tízeseinek helyén 2 áll. A szám utolsó jegye 7, ezzel a gyök utolsó jegye 3. Tehát a gyök 23.
Nagyobb hatványokra is működik, de csak addig, ameddig a gyök egész. Például megtalálható 880 794 982 218 444 893 023 439 794 626 120 190 780 624 990 275 329 063 400 179 824 681 489 784 873 773 249 25. gyöke (ami 1729) is ezzel a módszerrel.

## Polinomok megoldása
A legfeljebb negyedfokú polinomok gyökei felírhatók általános képlettel, melyben csak az alapműveletek és gyökös kifejezések szerepelnek, de az Abel–Ruffini-tétel szerint ez nem igaz általánosan.
Például a következő egyenlet megoldása
{\displaystyle \ x^{5}=x+1}
nem adható meg gyökös kifejezéssel.
Az n-edfokú egyenletek megoldásához használható a gyökkereső algoritmus.

## Komplex számok gyökei

Komplex ötödik gyökök 1 + i√3 = 2 · e^{π · i/3}.

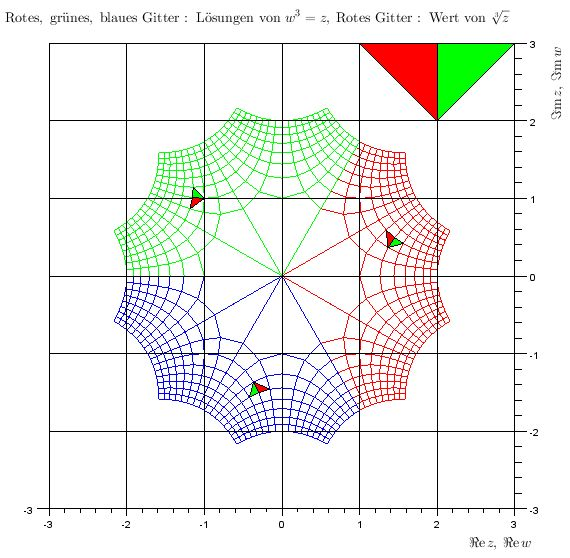
Az egyenlet megoldásai a komplex -síkon (piros, zöld, kék rács). A piros rács a függvényt ábrázolja. A nagy színes -háromszög és -képei a tájékozódást segítik

A komplex számok {\displaystyle \mathbb {C} } teste definiálható az {\displaystyle \mathbb {C} :=\mathbb {R} (\mathrm {i} )} testbővítéssel, ahol {\displaystyle \mathrm {i} :={\sqrt {-1}}} (az {\displaystyle \mathrm {x} ^{2}=-1} egyenlet egyik gyöke).
A komplex számok felfoghatók {\displaystyle \mathbb {R} \times \mathbb {R} } síkként, amit a valós számok kitüntetett {\displaystyle \mathbb {R} \times {0}}  egyenese két félsíkra oszt. Ezen a síkon  az {\displaystyle \mathrm {i} } számot  a felső, a {\displaystyle -\mathrm {i} } számot az alsó félsíkra helyezzük. A {\displaystyle (0,0)} nulla pontot a {\displaystyle \mathrm {e} ^{\mathrm {i} \varphi }} függvény a valós növekvő {\displaystyle \varphi } pozitív forgásirányban futja be, így {\displaystyle \scriptstyle \mathrm {e} ^{\pm {\frac {\pi }{2}}\mathrm {i} }=\pm \mathrm {i} }. Ezekkel a meghatározásokkal a komplex számok gyökei is egyértelműen kifejezhetők valós és képzetes részük segítségével, és főérték is megadható. Ekkor azonban a pozitív valós számokon érvényes alapműveletes számítások fenntartással kezelhetők a komplex számok körében, ugyanis lehet, hogy a két oldalon különböző gyökök jönnek ki.
Egy {\displaystyle a\in \mathbb {C} } komplex szám n-edik gyökeinek nevezzük a {\displaystyle z^{n}=a} egyenlet megoldásait.
Ha az {\displaystyle a\neq 0} valós számot az {\displaystyle a=|a|\,\mathrm {e} ^{\mathrm {i} \varphi }} exponenciális alakban adjuk meg, akkor a komplex gyökök számíthatók úgy, mint
{\displaystyle z_{k}={\sqrt[{n}]{|a|}}\cdot \exp \left({\frac {\mathrm {i} \varphi }{n}}+k\cdot {\frac {2\pi \mathrm {i} }{n}}\right)\quad (k=0,1,\dots ,n-1)}
Ha {\displaystyle a=1} akkor egy origó középpontú egységsugarú kört n részre osztva kapjuk meg az egyenlet megoldásait, és ezeket n-edik egységgyököknek nevezzük, melyek az n-edik körosztási egyenlet megoldásai. A körosztási elnevezést megmagyarázza a komplex számsíkon kirajzolódó alakzat: az n-edik egységgyökök az origó közepű egységsugarú kört egyenlő részekre osztják, ezzel szabályos sokszöget határozva meg.
Eltérően a valós számoktól, nem adódik egyszerű kritérium arra, hogy kiválasszunk egyetlen gyököt. Ebben segíthet a komplex logaritmusfüggvénynek az az ága, ami a pozitív valós számokhoz azok pozitív gyökét rendeli:
{\displaystyle z^{1/n}=\exp {\frac {\ln z}{n}}\quad (z\in \mathbb {C} \setminus \{x\in \mathbb {R} \mid x\leq 0\})}
ahol is a nulla és a negatív valós számok logaritmusa nem értelmezett. Más logaritmuságat választva esetleg más gyökök adódnak, illetve a komplex számsík a nullából kiinduló más folytonos görbével is felvágható. A kitüntetett érték a főérték, a többi mellékérték.
A szokásos ág is kiterjeszthető a negatív félegyenesre, ám ezzel a folytonosság elvész. Ekkor azonban {\displaystyle {\sqrt[{3}]{-8}}=2\,\exp {{\bigl (}\mathrm {i} \,{\tfrac {\pi }{3}}{\bigr )}}=1+\mathrm {i} {\sqrt {3}}} lesz a főérték, és {\displaystyle =-2} mellékérték marad. Ez elkerülhető egy alternatív definícióval, hogy az {\displaystyle \arg({\sqrt[{n}]{z}})} argumentumnak modulo {\displaystyle \pi } a legkisebb abszolútértékű maradékot kell adnia. Ez az összes valós radikandusra a megszokott értéket adja. Például : {\displaystyle {\sqrt[{2}]{-1}}=+\mathrm {i} \qquad \qquad {\sqrt[{3}]{-1}}=-1\qquad \qquad {\sqrt[{4}]{-1}}={\frac {{\sqrt {2}}+\mathrm {i} {\sqrt {2}}}{2}}}.
A kiválasztott gyökök argumentumértéke nem nagyobb, mint {\displaystyle {\tfrac {\pi }{2}}}, és még a gyökökre vonatkozó alapműveletes szabályok is megmaradnak sok kitevőnél.

## Fordítás
- Ez a szócikk részben vagy egészben  a   nth root című angol Wikipédia-szócikk fordításán alapul.  Az eredeti cikk szerkesztőit annak laptörténete sorolja fel. Ez a jelzés csupán a megfogalmazás eredetét és a szerzői jogokat jelzi, nem szolgál a cikkben szereplő információk forrásmegjelöléseként.
- Ez a szócikk részben vagy egészben  a   Wurzel (Mathematik) című német Wikipédia-szócikk fordításán alapul.  Az eredeti cikk szerkesztőit annak laptörténete sorolja fel. Ez a jelzés csupán a megfogalmazás eredetét és a szerzői jogokat jelzi, nem szolgál a cikkben szereplő információk forrásmegjelöléseként.